# Simmern/Hunsrück
Pour l’article homonyme, voir Simmern (Westerwald).
Simmern/Hunsrück est une municipalité et chef-lieu du Verbandsgemeinde Simmern, dans l'arrondissement de Rhin-Hunsrück, en Rhénanie-Palatinat, dans l'ouest de l'Allemagne.

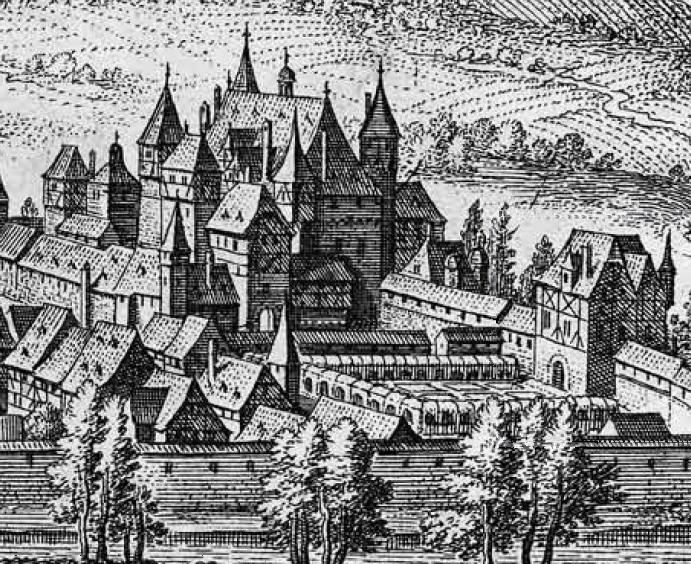
Simmern d'après Matthäus Merian en 1648
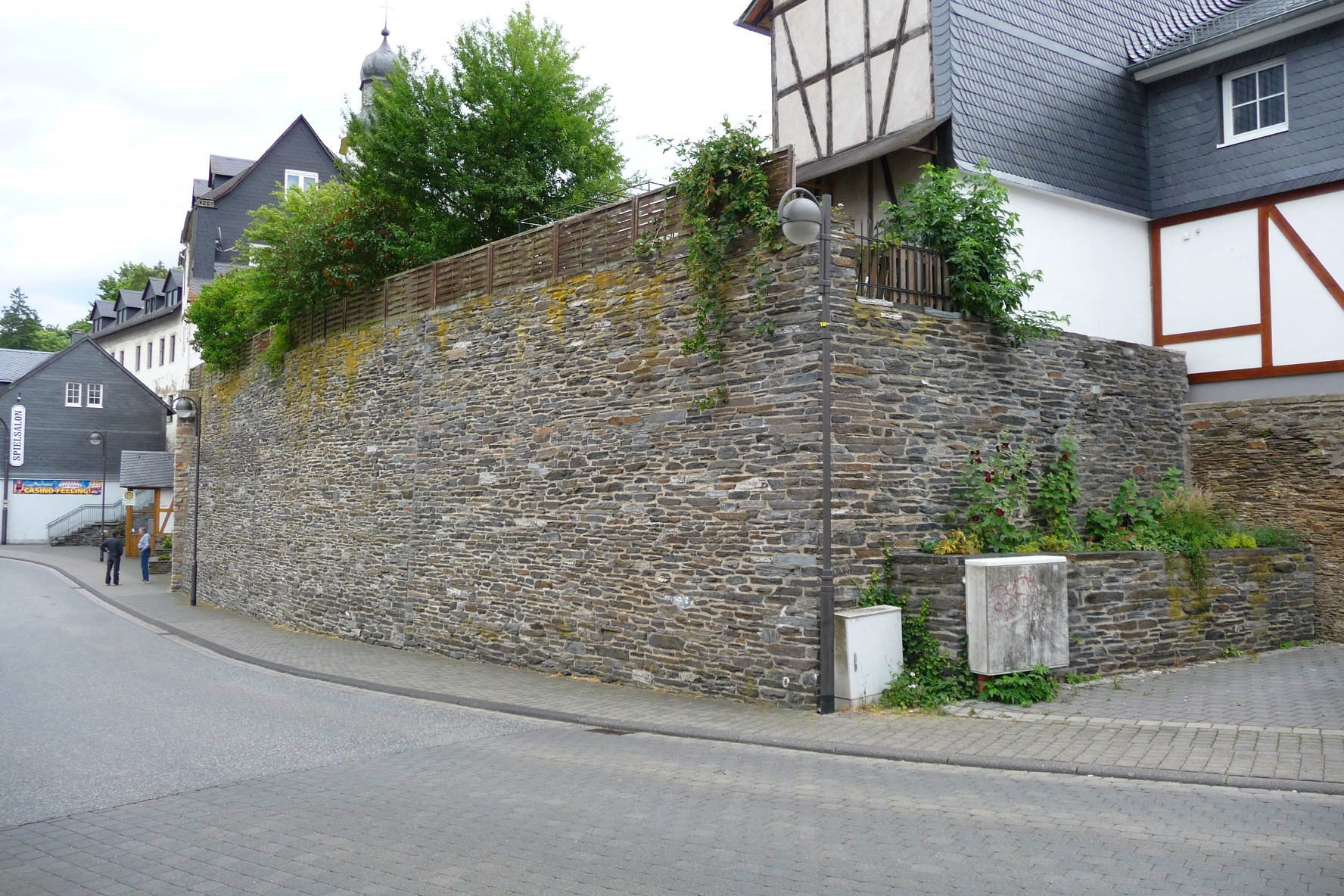
Vestige des murs d'époque médiévale
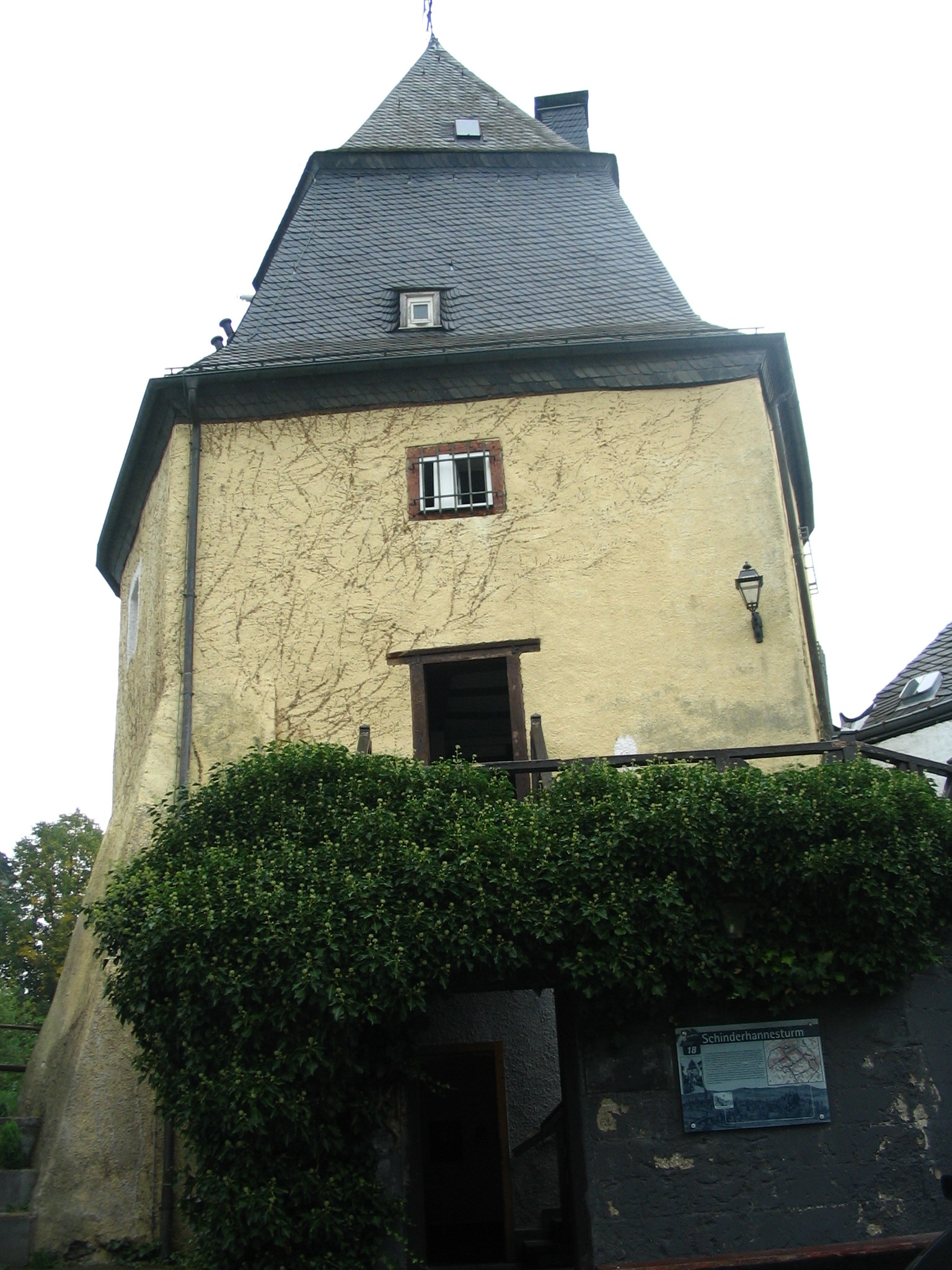
Fortifications de la ville
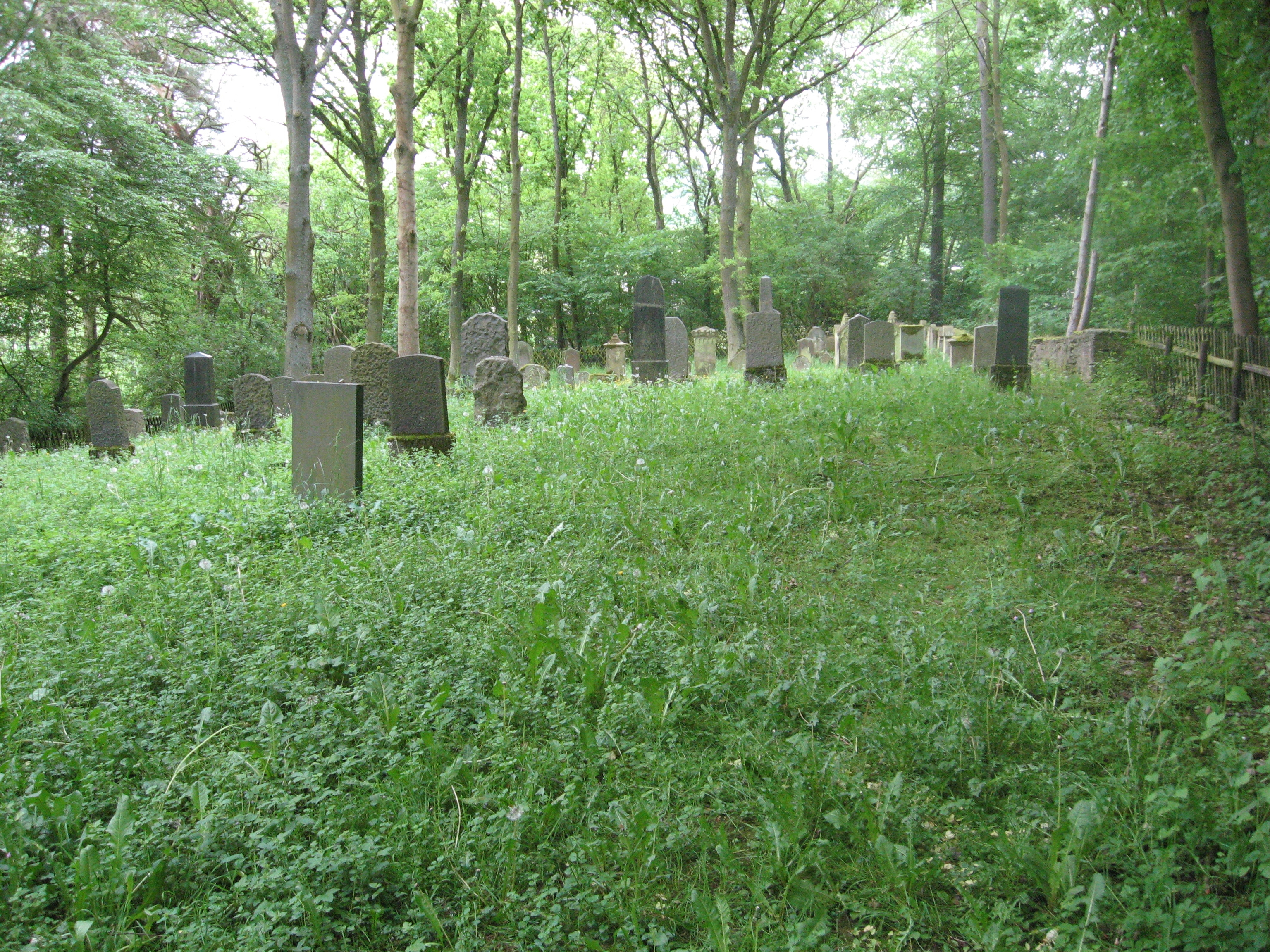
Cimetière juif
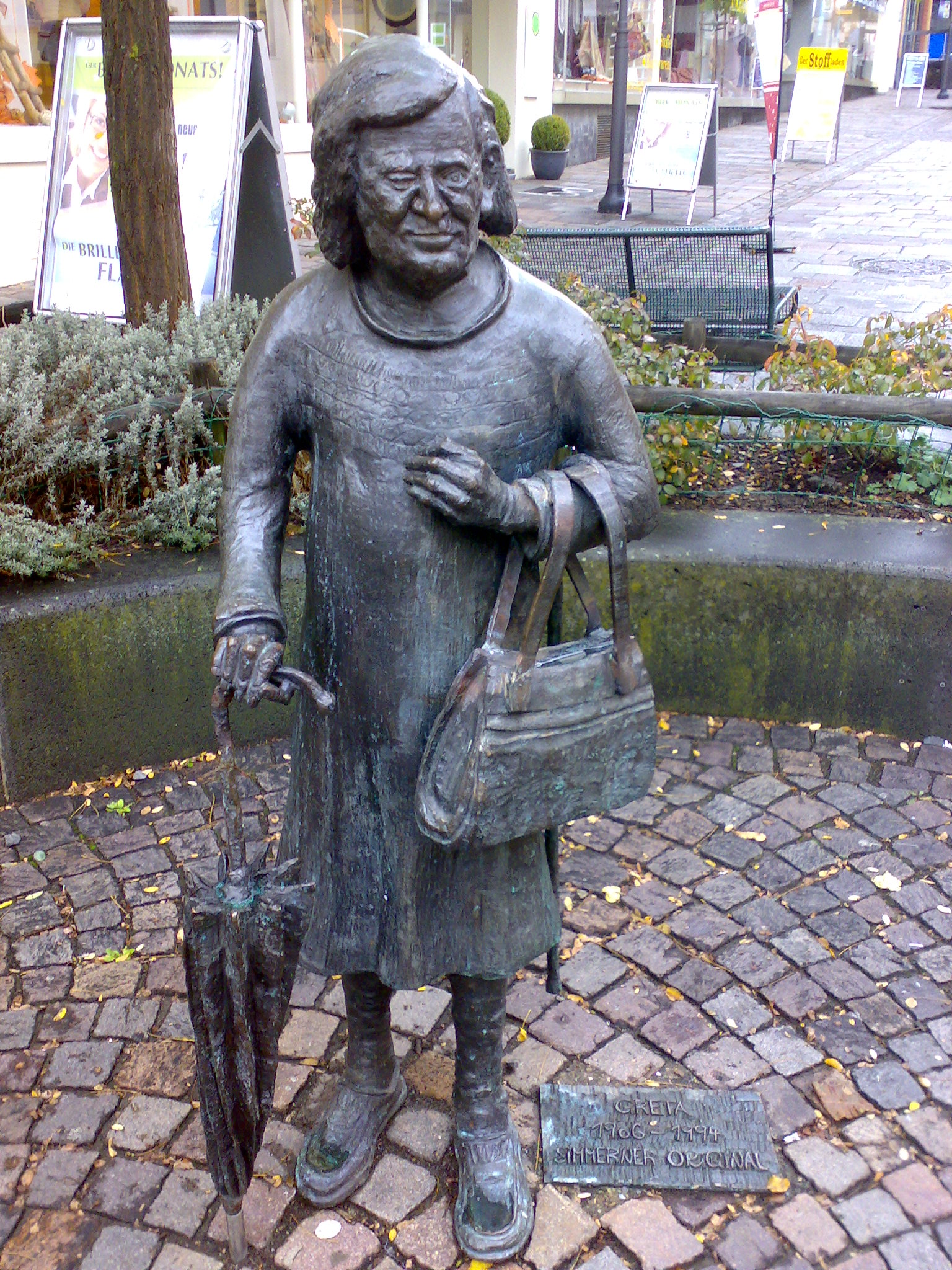
La Greta de Simmern
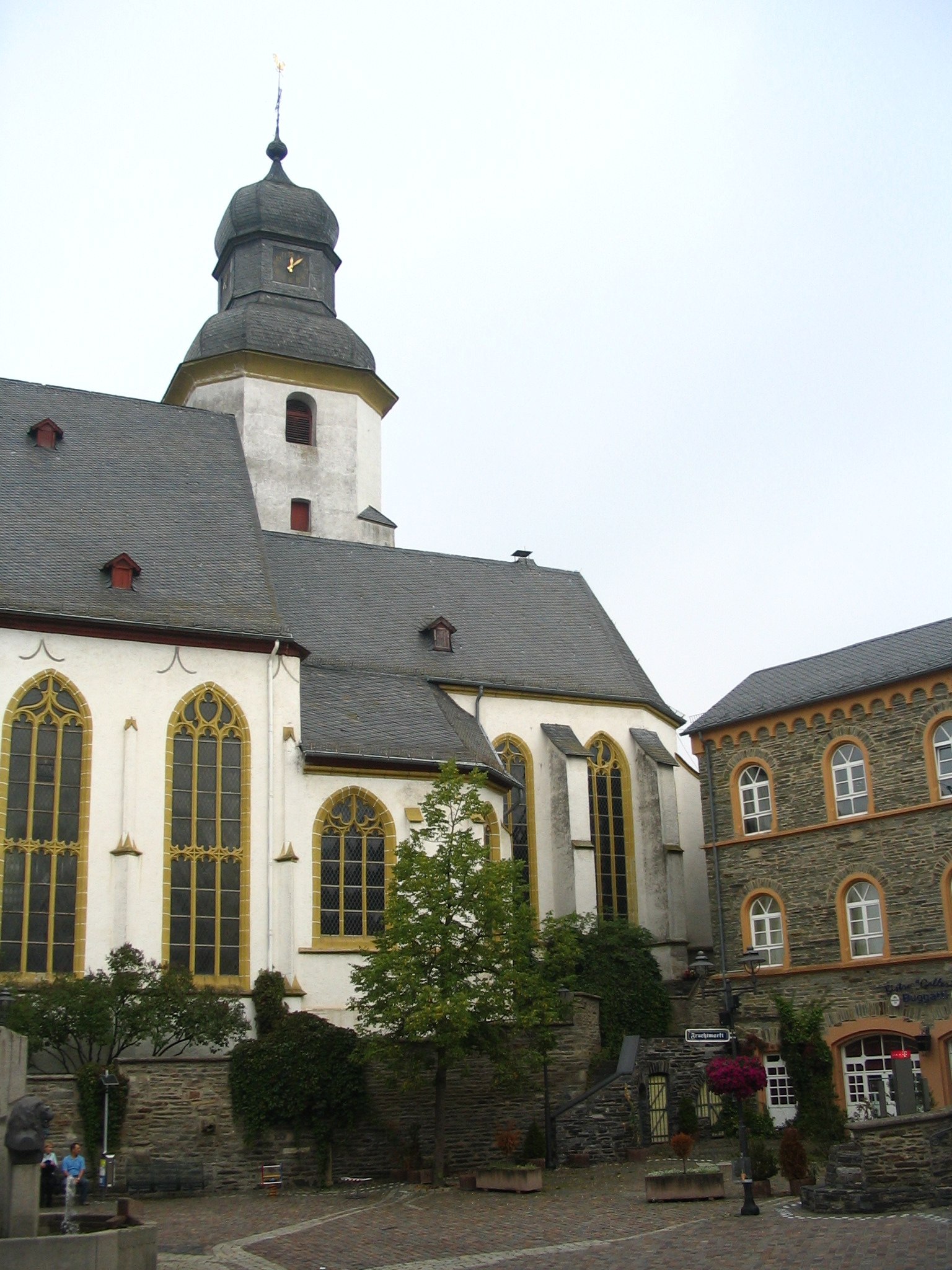
Église évangélique Saint Stephen
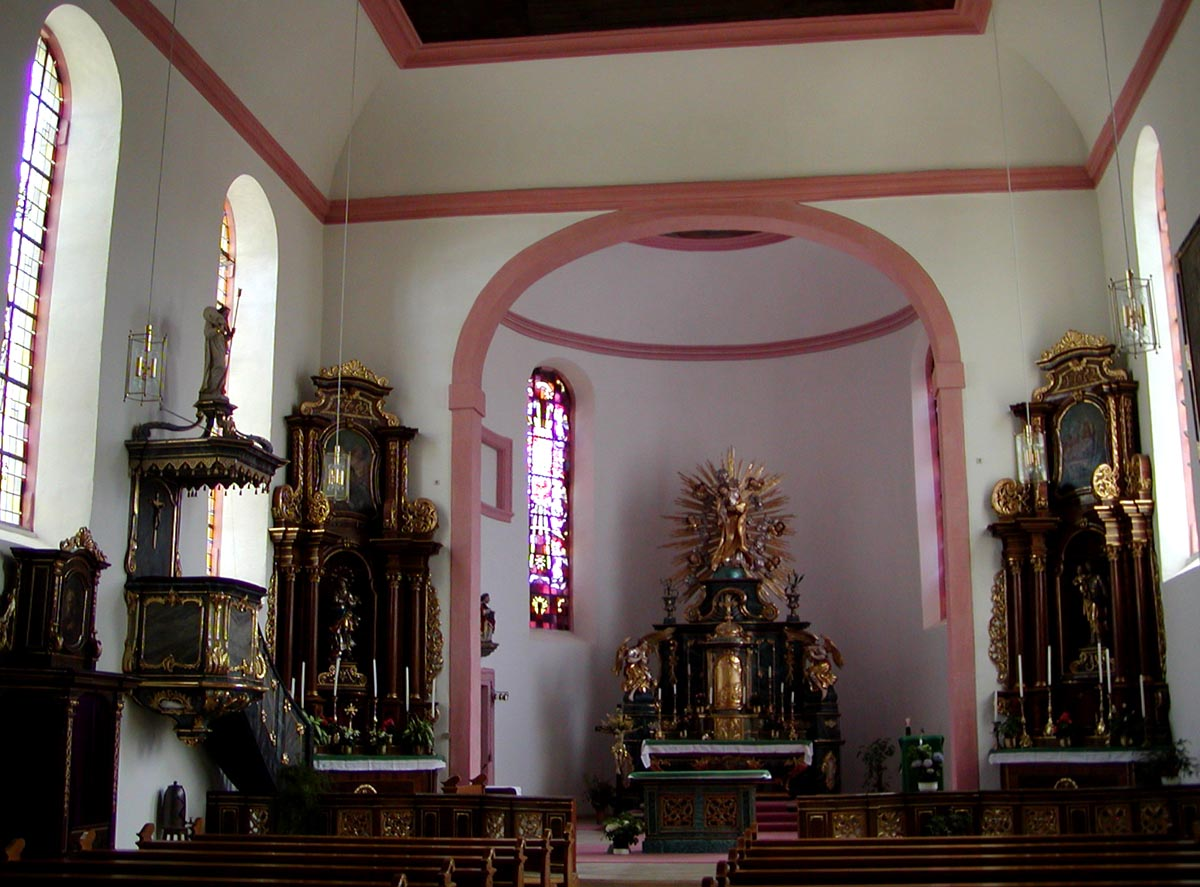
Intérieur de l'église catholique Saint Joseph